# Anthornis melanocephala
El pájaro campana de Chatham (Anthornis melanocephala) es una especie extinta de ave paseriforme de la familia Meliphagidae endémica de las islas Chatham, en Nueva Zelanda. Era considerada una subespecie de A. melanura, pero actualmente se considera que existen suficientes diferencias en su estructura y plumaje como para considerarlas especies diferentes.. Esta especie habitaba los bosques densos de las islas Chatham, Mangere y Pequeña Mangere.

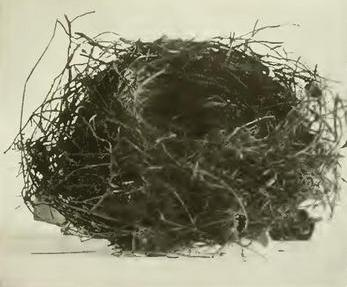
Nido

 Las razones de su extinción no están claras, pero se cree que se debió a una combinación entre la pérdida de hábitat, la introducción de ratas y gatos que depredaban sobre esta especie y un exceso de recolección de ejemplares para los museos. La última cita de esta especie data de 1906 en la isla Pequeña Mangere, siendo imposible encontrarla en una expedición realizada en 1938 organizada para "redescubrir" la especie.